# Leon Wernic (oficer)
Leon Leszek Mariusz Wernic (ur. 8 grudnia 1897 w Warszawie, zm. 18 marca 1969 tamże) – major dyplomowany piechoty Wojska Polskiego.

## Życiorys

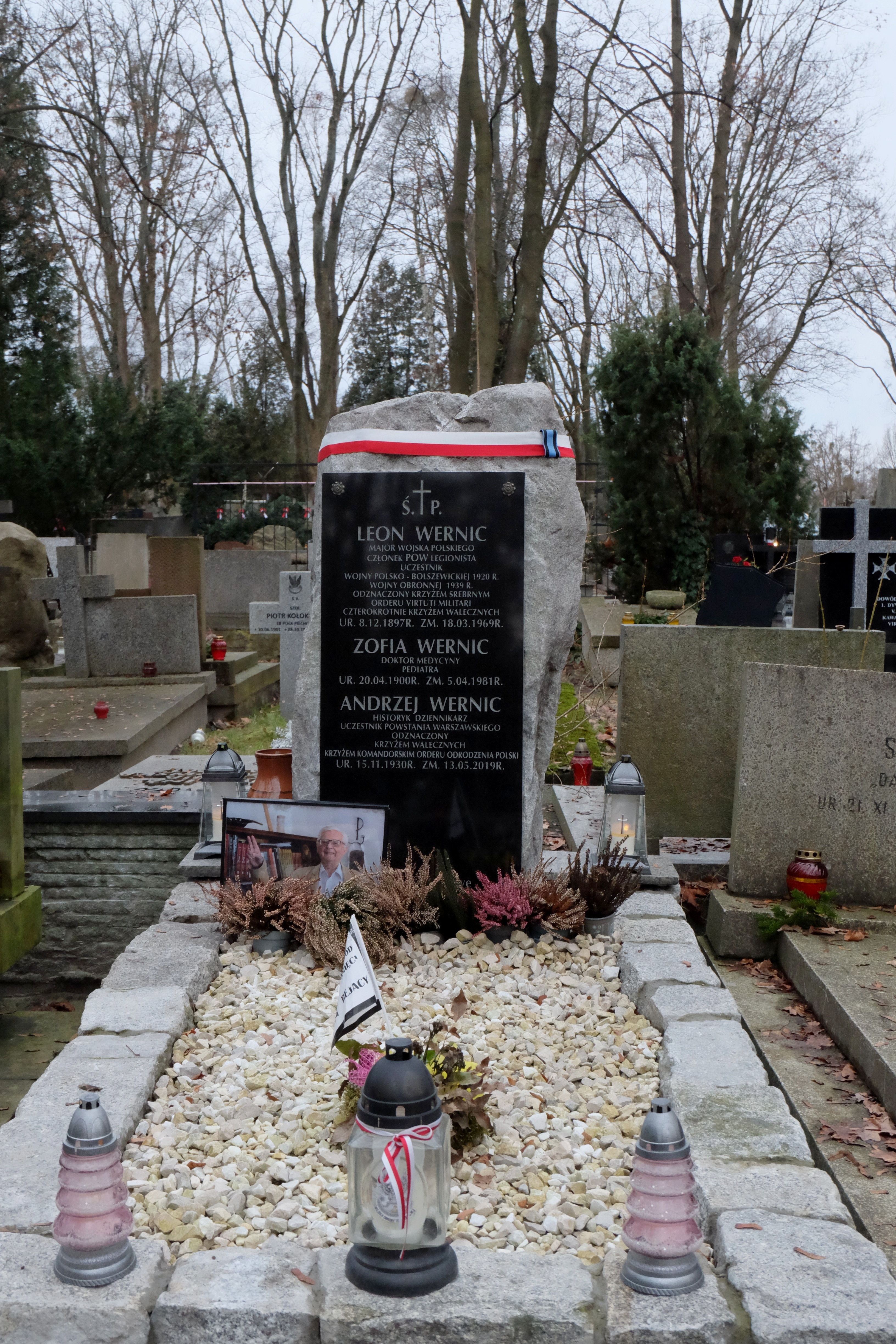
Grób Leona Wernica na Cmentarzu Wojskowym na Powązkach w Warszawie

Był synem lekarza Leona Wernica i Haliny z Przedrzymirskich, starszym bratem pisarza i publicysty Wiesława Wernica. Działał w skautingu, w 1915 wstąpił do Polskiej Organizacji Wojskowej, a od 1918  walczył w szeregach Legionów Polskich w Galicji Wschodniej z Ukraińcami. Brał udział w roku 1920 w wojnie polsko-bolszewickiej oraz walczył na froncie białorusko-litewskim. 21 grudnia 1920 roku został zatwierdzony z dniem 1 kwietnia 1920 roku w stopniu porucznika, w piechocie, w grupie oficerów byłych Legionów Polskich.
1 czerwca 1921 roku pełnił służbę w Adiutanturze szefa Sztabu Generalnego, a jego oddziałem macierzystym był 8 Pułk Piechoty Legionów. 3 maja 1922 roku został zweryfikowany w stopniu porucznika ze starszeństwem z 1 czerwca 1919 roku i 341. lokatą w korpusie oficerów piechoty, a jego oddziałem macierzystym był nadal 8 pp Leg.. W tym samym roku został przydzielony do Wyższej Szkoły Wojennej w Warszawie, w charakterze słuchacza Kursu Normalnego Z dniem 1 października 1924, po ukończeniu kursu i otrzymaniu dyplomu naukowego oficera Sztabu Generalnego, został przydzielony do Oddziału IIIa Biura Ścisłej Rady Wojennej w Warszawie, pozostając oficerem nadetatowym 8 pp Leg. 1 grudnia 1924 roku został mianowany kapitanem ze starszeństwem z 15 sierpnia 1924 roku i 46. lokatą w korpusie oficerów piechoty. Następnie został przeniesiony do 4 pułku strzelców podhalańskich w Cieszynie. Od 1930 oficer II Oddziału SG. W czerwcu 1933 został przeniesiony do 51 pułku piechoty w Brzeżanach na stanowisko dowódcy kompanii. 27 czerwca 1935 został mianowany majorem ze starszeństwem z 1 stycznia 1935 i 6. lokatą w korpusie oficerów piechoty. W październiku tego roku został przydzielony do 17 Dywizji Piechoty w Gnieźnie na stanowisko szefa sztabu. Od 1937 do marca 1939 dowódca I baonu 31 pułku piechoty w Łodzi. Następnie ponownie w II Oddziale SG. Skierowany przed wybuchem wojny do Oddziału II Sztabu Armii „Łódź”.
Na stanowisku oficera sztabu walczył w wojnie obronnej 1939 roku oraz uczestniczył w obronie Warszawy. Od 29 września 1939, po kapitulacji stolicy, przebywał w niewoli niemieckiej, w Oflagu IV A Hohnstein. W lutym 1946 wrócił do kraju. Po powrocie został dziennikarzem. Pochowany na cmentarzu Powązki Wojskowe w Warszawie (kwatera B18-1-29).
Leon Wernic był żonaty z Zofią Chodkowską, która z dwoma synami została w Warszawie. Starszy syn Zbigniew (ur. 1925) kapral podchorąży ZWZ-AK „Madagaskar – Garłuch”, ps. Cezar został aresztowany i z innymi więźniami Pawiaka rozstrzelany 21 lipca 1944. Młodszy syn Andrzej (1930–2019) był uczestnikiem powstania warszawskiego. Za wykazaną dzielność i żołnierskie zasługi na polu walki został odznaczony Krzyżem Walecznych. Po wojnie był historykiem i dziennikarzem. Zmarł 13 maja 2019 w wieku 88 lat w Warszawie.

## Ordery i odznaczenia
- Krzyż Srebrny Orderu Wojennego Virtuti Militari nr 14267 (29 września 1939)[20]
- Krzyż Niepodległości (16 marca 1933)[21]
- Krzyż Walecznych (czterokrotnie)[22]
- Złoty Krzyż Zasługi
- Srebrny Krzyż Zasługi (18 marca 1932)[23]
- Krzyż Zasługi Wojsk Litwy Środkowej (3 marca 1926)[24]
- Odznaka „Zasłużonego Działacza Towarzystwa Rozwoju Ziem Zachodnich”
- Medal 10 Rocznicy Wojny Niepodległościowej (Łotwa)[25]